# Робинзон Крузо (фильм, 1913)
«Робинзон Крузо» (англ. Robinson Crusoe, 1913) — американский короткометражный художественный фильм Отиса Тёрнера. Премьера фильма состоялась 29 июля 1913 года.

## Описание
Постановка является одной из наиболее ранних экранизаций романа Даниэля Дефо. Фильм записан на трёх рулонах киноплёнки. Информация об их судьбе разнится: по одним данным, они не сохранились, по другим же — они хранятся в Лондонском музее кинематографии, однако степень их сохранности неизвестна.

### В ролях
| Актёр            | Роль                |
| ---------------- | ------------------- |
| Роберт Леонард   | Робинзон Крузо      |
| Эдвард Александр | Пятница             |
| Чарльз Трэвис    | капитан Харди       |
| Маргарита Фишер  | дочь капитана Харди |

## Критика
Журнал Moving Picture World дал фильму исключительно положительную оценку:

<…> нам ещё не доводилось видеть подобных картин, которые доставляли бы столько удовольствия и так сильно согревали бы наши сердца.
Оригинальный текст (англ.)<…> we have never seen a picture of this kind that delighted us so much or so warmed our hearts.